# إدواردو ليو
إدواردو ليو (بالإيطالية: Edoardo Leo)‏ هو كاتب سيناريو وممثل إيطالي، ولد في 21 أبريل 1972 بروما في إيطاليا.

## أعمال

### أفلام
- (2012) إلى روما مع الحب[4]

## وصلات خارجية
- إدواردو ليو على موقع IMDb (الإنجليزية)
- إدواردو ليو على موقع ميتاكريتيك (الإنجليزية)
- إدواردو ليو على موقع روتن توميتوز (الإنجليزية)
- إدواردو ليو على موقع ألو سيني (الفرنسية)
- إدواردو ليو على موقع ميوزك برينز (الإنجليزية)
- إدواردو ليو على موقع أول موفي (الإنجليزية)
- إدواردو ليو على موقع قاعدة بيانات الفيلم (الإنجليزية)
- إدواردو ليو على موقع كينوبويسك (الروسية)